# Famille Raoul-Duval
La famille Raoul-Duval est une famille d'origine catholique, devenue protestante dans la descendance de Charles-Edmond-Raoul Duval et Octavie Say et dont le nom patronymique est consacré par l'usage depuis Charles-Edmond-Raoul Duval (1807-1896), et a depuis lors été légalement enregistré.
La famille Raoul-Duval est toujours à la tête d'un important groupe commercial (import-export : bois, café, rhum, caoutchouc, etc.) et industriel (chimie, engrais, produits végétaux, etc.) dont les origines remontent à 1826 au Havre. Elle a acquis le département café de la Société commerciale interocéanique en 1985.

## Membres notables

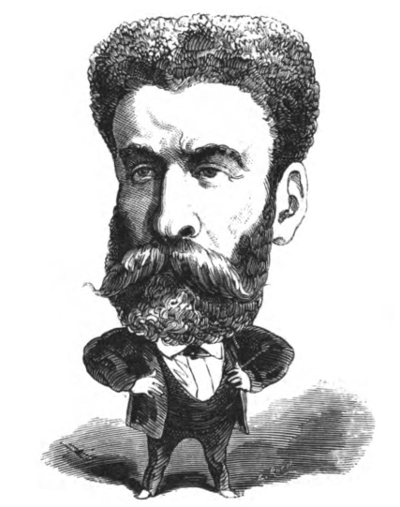
Caricature d'Edgar Raoul-Duval parue dans Le Trombinoscope de Touchatout en 1873.

- Augustin Duval (1774-1848), conseiller à la Cour d'appel d'Amiens[4].
  - Charles-Edmond-Raoul Duval, dit Raoul-Duval (Amiens, 6 mars 1807 -Paris, 13 mars 1893), magistrat et sénateur.
    - Edgard-Raoul Duval (Laon, 9 avril 1832 - Monte-Carlo, 10 février 1887). Fils du précédent, magistrat et homme politique.
    - Fernand Raoul-Duval (Péronne, 1833-1892), second fils de Raoul Duval. Polytechnicien, ingénieur des Mines diplômé en 1854, agriculteur à Genillé en Indre-et-Loire, président de la Compagnie parisienne du Gaz, régent de la Banque de France en 1888. En 1881, il est nommé jusqu'en juillet 1887 président de la Société Minière du Tarn, société de recherche minière du prolongement sud du gisement du bassin houiller de Carmaux[5]. La Société Minière du Tarn[6],[7] deviendra la Société des mines d'Albi en 1890 lorsque les sondages prouveront l'existence de puissantes couches de houille à Camp-Grand, commune de Saint-Sernin-les-Mailhoc devenue Cagnac-les-Mines. Parmi la nombreuse descendance de Fernand, deux de ses fils sont morts pour la France : 
      - René Raoul-Duval (1864-1916), polytechnicien et ingénieur des Mines. Entré au conseil d'administration de la Société des mines d'Albi, accède à la présidence au décès de son prédécesseur, son père Fernand en 1892. Il assurait la continuité de la famille Say dont il défendait les valeurs. À la mort de Léon Say, mort en 1896 sans héritier direct, René devient administrateur des sucreries Say (devenue Béghin-Say). Il épouse en 1891 l'Américaine Jeannie Urquhart qui se fera ensuite appeler Georgie Raoul-Duval. Il meurt en 1916 d'une maladie contractée à la guerre.
      - Maurice Raoul-Duval (1866-1916), agriculteur et rédacteur en chef du Courrier du Centre, tué à Verdun. Joueur de polo, il obtient la médaille de bronze aux Jeux olympiques d'été de 1900.

D'autres membres de la famille Raoul-Duval, qui se rattachent toujours à la haute société protestante, se sont illustrés dans différents domaines : industrie, négoce international, fonction publique, littérature, etc. Parmi eux :
- Claude Raoul-Duval (1919-2018), arrière-petit-fils d'Edgar Raoul-Duval, aviateur dans les forces françaises libres et compagnon de la Libération[8]. Sa sœur Nadine épouse en secondes noces l'écrivain Roger Nimier, et postérité.
- Hubert Raoul-Duval, président de la Chambre de commerce et d'industrie du Havre
- François Raoul-Duval
- Guy Raoul-Duval, président de Crédit commercial de France (CCF)
- Gilbert Raoul-Duval, président du conseil d'administration du HAC
- Jacqueline Raoul-Duval
- Gérard Raoul-Duval, ambassadeur de France

## Sources et références
1. ↑  Le Figaro du 20 juillet 1888, page 1.
2. ↑  Sur le groupe Raoul-Duval (société en commandite : SCRD) voir : Stéphane Siret, « Le Havre », Le Point, nº 1624, 31 octobre 2003.
3. ↑  "Le Havre colonial de 1880 à 1960", par Claude Malon, page 233
4. ↑  Jean Baptiste Nicolas Marie Augustin Duval, Annuaire rétrospectif de la magistrature XIXe – XXe siècles.
5. ↑  Compagnie Minière du Tarn
6. ↑  Centre Midi Magazine (Houillères du Centre et du Midi) nº 55, 1981, Patrick Trouche
7. ↑  Revue du Tarn nº 197, 2005, Rolande Trempé
8. ↑  Voir sa biographie sur le site Ordre de la Libération